# ポケットモンスター金・銀 ゴールデン・ボーイズ
『ポケットモンスター金・銀 ゴールデン・ボーイズ』（ポケットモンスターきん・ぎん ゴールデン・ボーイズ）は、1999年11月号から2001年9月号まで『月刊コロコロコミック』で連載されていたポケモンを主題とする漫画作品。作者はゲーム・アニメスタッフの1人でもある斉藤むねお。全3巻。

## あらすじ
主人公ゴールドは、ポケモンチャンピオンになるため旅に出た。そこで多くの仲間と出会い、成長していく。

## 概要
舞台や基本的なストーリー進行や旅の道順は『ポケットモンスター 金・銀』と同じだが、あらかじめ先が分かっている物語をどう描くかというコンセプトに立ってゲームなどとは細部が異なる展開で進行していく。
連載はタンバシティ編で終了しているが、作者によると当初の構想ではこれ以降も物語を続ける予定であったとされている。パートナーの交換とクリスの離脱、アサギシティでのジム戦、クリスとブラックの邂逅などが描かれる予定だったとされている。

## 登場人物

### 主要人物
ゴールド
本作の主人公。江戸っ子のようなしゃべり方をする。ポケモンを大事にする優しい性格で成り行きで仲間を増やしていったため、ゲットしたポケモンを手持ちに加えたことが一度もない。
アリゲイツ
ワニノコ→アリゲイツ
技："かみつく"・"みずでっぽう"・"ずつき"
ゴールドが最初に連れて行ったポケモン。ゴールドは当初、ヒノアラシを選ぶつもりであったが、ワニノコがゴールドを気に入って噛み付いた事から、同行する事になった。噛み癖があり活発な性格だが、体調が表情に出にくく育成には注意が必要。旅の途中でアリゲイツに進化した。
ピジョン
ポッポ→ピジョン
技："かぜおこし"・"つつく"
元ブラックの手持ちだったが、捨てられる。体力が弱って瀕死状態になった所をゴールドに助けられ、その時にゴールドが用意したヒモ付きの木の実を常に身につけている。旅の途中でピジョンに進化した。
ピカチュウ
技："かみなり"・"でんこうせっか"・"ずつき"・"10まんボルト"・"こうそくいどう"
時間移動で突然、ゴールド達（キキョウジム戦の最中）の前に現れた。最初はレベルが高くゴールドの指示を無視する事もあったが、徐々に従うようになる。誰がいつの時代から送ったのか不明。ゴールドがアカネとの勝負に負けたため、一時的に彼女の手持ちポケモンになっていた。
エレキッド
技："でんきショック"・"にらみつける"・"でんこうせっか"・"まもる"・"かみなりパンチ"
ポケモンバスケ大会でゴールド（ツクシと組んでいた）が優勝し、その優勝賞品として手に入れたポケモン。
ベイリーフ
チコリータ→ベイリーフ
技："はっぱカッター"・"ふみつけ"・"つるのむち"・"リフレクター"・"こうごうせい"・"たいあたり"
ブラックがウツギ博士の研究所から盗んだチコリータの進化系。繋がりの洞窟でラプラスに歯が立たず捨てられた為、ゴールドの仲間となる。
バルキー
技："いわくだき"・"ずつき"
コガネシティのバトル大会で卑怯な手を使われブラックに敗北した時、育て屋夫婦に敢闘賞としてゴールドに授けられた。
ウソッキー
35番道路の三叉路を砂煙や土ほこりにより巨大化して塞いでいた所を、ゴールドによって元の大きさに戻され仲間になる。ゴールドが唯一自力でゲットしたポケモン。
ピチュー
技："あまえる"
育て屋夫婦がウツギ博士に渡すようにとゴールドに預けた卵からかえったポケモン。その後はウツギ博士に渡す機会がなくゴールドと一緒に旅をする。このピチューが怪我をした時にゴールドのピカチュウが半透明となり、ミナキが「タイムパラドックスによって未来から来たピカチュウが存在できなくなった。」と推測したことから、このピチューがのちにピカチュウに進化して未来から送られてくるということが分かる。
テッポウオ
技："みずでっぽう"
コイキング

ブラック
ゴールドのライバル。性格は卑劣で残酷。原作ゲーム本編とは異なりポケモンへの愛情が深いとは言い難く、自分の手持ちであるポケモンが勝負などで負けた場合は、容赦なく切り捨てる。最終回ではゴールド達に力を貸した。ロケット団と関わりがあったらしいが詳細は描かれることなく連載が終了した。
ゴースト
ゴース→ゴースト
技："くろいまなざし"
ニューラ
技："みだれひっかき"
ゴルバット
コイル
ギャラドス
技："りゅうのいかり"・"あばれる"・"ハイドロポンプ"
アサギシティでゴールドに貸して欲しいと頼まれたポケモン。ゴールドがギャラドスを傷付けられないという心理を利用して追い詰めるが、ミカンのハガネールに敗れた後に捨てられた。
ネイティオ
技："かげぶんしん"・"つつく"・"サイコキネシス"

クリス / クリスタル
本作のヒロイン。本名は「クリスタル」。ゲームのクリスタル版が発表されることに伴い、物語中盤から登場した女の子。冒険家を目指すトレーナー。すぐ、前に突き進む性格が災いしてトラブルを巻き起こす。最初は"トライアタック"を使えるダグトリオを捕まえようとしていた。
作者曰く最初はチョイ役として登場させるつもりだったらしいが、元気がいいキャラクターなのでそのままレギュラーとして定着したらしい。
ヒノアラシ
技："ひのこ"・"でんこうせっか"・"かえんぐるま"
トゲピー
ウツギ博士から預かった卵からかえったポケモン。
ホーホー
ウパー
技："みずでっぽう"
オタチ
マグマッグ
コイキング

### ジムリーダー
ハヤト
キキョウシティジムリーダー。飛行タイプの使い手。和服に袴という出で立ちをしている。
ピジョット
技："つばさでうつ"・
ポッポ
ピジョン

ツクシ
ヒワダシティジムリーダー。虫タイプの使い手。
旅の途中で出会った少年で、ゴールドとは友人になっている。
トランセル
技："いとをはく"
コクーン
技："いとをはく"
ストライク
技："きりさく"・"れんぞくぎり"

アカネ
コガネシティジムリーダー。ノーマルタイプの使い手。可愛らしいポケモンを好んで使う。
ウバメの森からエンジュシティまで、ゴールドの旅に同行していた。これは当初アカネをヒロインにする予定であったためである。
ピィ
技："うたう"・
ミルタンク
技："ころがる"・"たいあたり"
メタモン
技："へんしん"
ブビィ

マツバ
エンジュシティジムリーダー。ゴーストタイプの使い手。ゴールドの実力を高く評価している。海外へ旅立つ直前であり、バッジを賭けた挑戦ができなくなると困惑したゴールドに配慮して特別にバトルを行う。決着はつかなかったが、戻ってきたら再度対戦する約束を交わし、一応という形でファントムバッジを預ける。
ゲンガー
技："くろいまなざし"
ゴースト
ゴース

ミカン
アサギシティジムリーダー。鋼タイプの使い手。レアコイルを連れている。
仲良しのデンリュウの病気を治す為に町中駆け回って、薬屋のあるタンバシティへ行くための水ポケモンを探していた。
ハガネール
技："アイアンテール"

シジマ
タンバシティジムリーダー。格闘タイプの使い手。格闘ポケモンの強さは強い正義の心が源、と言うのを信条にしている。最後の「ひでんのくすり」の持ち主。
ニョロボン
技："こころのめ"

### ロケット団
グレイ
ロケット団の幹部。催眠電波砲でサミット来場者及び参加者のポケモンを眠らせて奪い取ろうと言う計画を立てるが、スイクン達により阻止される。
デルビル
技："かえんほうしゃ"

下っ端集団
ロケット団復活を目指してジョウトで活動している残党達。ヤドンのしっぽを集めて売りさばこうとしていた。その後、サミット来場者を脅迫するが、うっかり自分達もろとも会場を破壊しかけてたり、ゴールドの声を警官と間違えて謝るなど間抜けな行動も多い。
ヤミカラス

### その他
ウツギ博士
ストーリー上で何度か話題に上がったが、登場したのは物語の序盤付近のみ。ゴールドやクリスにパートナーとなるポケモンを託した。
オーキド博士

言わずと知れたポケモン博士。ゴールドにポケモン図鑑を託す。
ポケモンじいさん
オーキド博士の知り合い。ウツギ博士にポケモンの卵を渡そうとした。
ガンテツ
モンスターボール職人。頑固一徹で口が悪いがポケモンへの愛は深い。食べ物好きという一面もある。
育て屋夫婦
預かったポケモンをトレーナーの代わりに育てる夫婦。不定期で預かったポケモンの育成も兼ねた大会を開いている。
ゲーム版の育て屋夫婦は老夫婦だが、新婚の若夫婦という設定になっている。
船長
アクア号の船長らしき人。ゴールドの勇気を気に入り、長年の友であるテッポウオをコイキングとの交換でゴールドに託す。
ミナキ
伝説のポケモンを追う謎の青年。マツバの友人らしい。
スリーパー
技："さいみんじゅつ"・"ばくれつパンチ"
マルマイン

### ポケモン達
ラプラス
毎週金曜日、繋がりの洞窟へと現れるポケモン。元々は温和なポケモンだったのだが、マナーの悪い観光客に腹を立て、暴れて洞窟を通行不能にしてしまった。尻尾に錨のようなものが刺さっている。
フリーザー
氷タイプの鳥ポケモン。赤・緑版では伝説のポケモン。この物語では4年に一度キキョウジムに舞い降りる伝説のポケモンとして描かれる。ハヤトの手持ちポケモンとしてジム戦に使用されたが命令を下されるわけではなく自らの意思で戦う。
ヤドン
ヒワダタウンに住むポケモン達。尻尾がかなり高額で売れるため、ロケット団に捕らわれて尻尾を切られてしまう。尻尾が無い状態では上手に泳ぐ事が出来ず溺れてしまう。
スイクン・ライコウ・エンテイ
エンジュシティの焼けた塔に生息していたと言う伝説のポケモン。サミット会場の危機を救い颯爽とその場を去った。スイクンのみ2度登場している。
技："ほえる"
ヤドキング
渦巻き島の住民。高い知能を持ち、人と言葉を交わすことが出来る。島の中では挑戦者をルギアへと案内する役目を持っている。
ルギア
渦巻き島に住む伝説のポケモン。エアロブラストによる強力な攻撃と、エスパー能力を生かした正確な方向探知を得意とする。
黒いバンギラス
タンバシティに封印されていた巨大ポケモン。ジョウト全体を危機にさらすほどの強大な力を持っていたが、ゴールド達の力でガンテツの作ったレベルボールに捕獲し再び封印された。本作のラスボス的存在といえる。

## 単行本
斉藤むねお『ポケットモンスター金・銀ゴールデン・ボーイズ』月刊コロコロコミック、全3巻
1. 2000年6月28日発売 ISBN 978-4091427519
2. 2001年3月28日発売 ISBN 978-4091427526
3. 2001年10月27日発売 ISBN 978-4091427533